# Die Lügnerin (1950)
Die Lügnerin (Originaltitel: Harriet Craig) ist ein US-amerikanischer Spielfilm aus dem Jahr 1950 mit Joan Crawford in der Rolle einer neurotischen Hausfrau. Regie führte Vincent Sherman. Der Film basiert auf dem Theaterstück Craig's Wife von George Kelly.

## Handlung
Harriet Craig ist eine Frau mit einem ausgeprägten Kontrollzwang und einem übersteigerten Reinlichkeitswahn. Die Ursachen für ihre Neurosen liegen in der Kindheit, als ihr Vater die Familie für eine andere Frau verließ. Die ausgeprägten Verlustängste kompensiert Harriet in dem einzigen Lebensziel, ein perfekt geführtes Heim für ihren Ehemann zu schaffen. Walter empfindet die Beziehung zur gefühlskalten Harriet zunehmend als Belastung. Seine Frau versucht seit einiger Zeit, systematisch seine Freunde zu vergraulen, um die absolute Kontrolle über ihn auszuüben. Die Dinge nehmen eine dramatische Wendung, als Harriet sogar den Arbeitgeber von Walter anlügt, um eine Versetzung ins Ausland zu verhindern. Es kommt zu einer emotionalen Aussprache, in deren Verlauf Walter endlich hinter die perfekte Fassade seine Ehefrau blickt. Noch am selben Abend verlässt er das Haus. Harriet bleibt allein zurück.

## Hintergrund
George Kelly, Onkel der Schauspielerin Grace Kelly, gewann 1925 für sein Stück Craig's Wife, einem frühen Versuch, die Erkenntnisse der Psychoanalyse über Kindheitstraumata zu thematisieren, den Pulitzerpreis. Es gab bereits zwei Verfilmungen des Stoffes: 1928 spielten Irene Rich und Warner Baxter die Hauptrollen. Rosalind Russell und John Boles standen für die Adaption von 1936 zur Verfügung, bei der Dorothy Arzner Regie führt.
Columbia Pictures unternahmen 1950 einen weiteren Versuch, den mittlerweile etwas antiquierten Inhalt diesmal unter dem Titel Lady of the House auf die Leinwand zu bringen. Harry Cohn, der Studioboss, sah darin eine ideale Chance für Joan Crawford und bot ihr die Hauptrolle an. Die Schauspielerin war sich zunächst unsicher, wohl auch wegen der teilweise frappierenden Parallelen zu ihrem eigenen Charakter – Crawfords Obsession für Hausputz war ebenso wie ihr Waschzwang ein offenes Geheimnis. In Ermangelung wirklicher Alternativen entschloss sich die Schauspielerin am Ende, das Angebot anzunehmen. Vincent Sherman, der im Vorjahr bereits bei Im Solde des Satans Regie führte, übernahm die Umsetzung des Drehbuchs. In seiner Biographie Studio Affairs äußerte er sich 1996 über seine Zweifel an der Richtigkeit der Entscheidung:

„Mir war bewusst, dass Joan Crawford die Verkörperung von Harriet Craig war […] in ihrer obsessiven Haltung zur Hausarbeit, ihr Fähigkeit, Menschen zu manipulieren und in ihrer Einstellung darüber, wie sich idealerweise Männer gegenüber Frauen zu verhalten haben.“

## Kritiken
Die Kritiken bewegten sich zwischen Zustimmung und völliger Ablehnung.
Bosley Crowther blieb in der New York Times seiner Linie treu, niemals eine positive Kritik über Joan Crawford zu schreiben:

„Miss Crawfords Darstellung ist so hart, dass ihr Charakter weder Motivation noch irgendeine Form von Realitätsbezug aufweist. Es ist beinahe so, als würde eine Schaufensterpuppe in übertriebener Garderobe, ohne Charakter oder Geschlecht die Rolle spielen. […] Wahrscheinlich ist die Zielgruppe des Films schlampige Hausfrauen, die sich irgendwie überlegen fühlen sollen gegenüber diesem Monstrum. Wenn ja, dann ist das exakt ihr Film.“

„Miss Crawford persists so intently in a harsh mechanistic acting style that there is simply no reason or reality in the perfunctory shrew that she parades. It is as though an over-dressed clotheshorse, without character or sex, were playing the role. […] It may be this picture was intended for sloppy housewives to make them feel superior to the tidy monster in it. Okay, sloppy housewives; here's your film.“

Der Kritiker in Variety war wohlwollender:

„Joan Crawford gelingt es ausgezeichnet, den selbstsüchtigen Charakter darzustellen. Sie kaschiert gelungen die allzu offensichtlichen Motivationen, die die Geschichte vorantreiben.“

Auch Otis L. Guernsey, Jr. fand in der New York Herald Tribune freundliche Worte:

„Der Film gibt dem Filmstar Joan Crawford die Gelegenheit, mit einer echten Star-Rolle die Aufmerksamkeit der Kamera zu fesseln. Sie ist, wie immer, eine elegante Darstellerin und gibt eine scharfe und kraftvolle Interpretation. In ihrer gesamten Haltung macht Miss Crawford deutlich, dass sie eine Königin des Kinos ist.“

Das Lexikon des internationalen Films lobte Jahre später ebenfalls:

„Die Charakterstudie eines psychischen Defekts wird durch die Darstellungskunst von Joan Crawford glaubhaft.“